# Gregorio III
Gregorio III (en latín: Gregorius III; m. 28 de noviembre de 741) fue el 90.º papa de la Iglesia católica, desde el 18 de marzo de 731 hasta su muerte, el 28 de noviembre de 741.

## Biografía
Nacido en Siria, fue elevado al trono pontificio durante los funerales de Gregorio II. 
Combatió a los lombardos e iconoclastas pero murió sin haber erradicado la herejía de estos últimos. 
Ganó por su caridad el sobrenombre de Amigo de los pobres gracias a las limosnas que le hacía Inglaterra en el llamado Óbolo de San Pedro y no solo excomulgó al emperador de Oriente, León III, como hereje iconoclasta, sino que le insultó en distintas cartas tratándolo de bárbaro e indigno de reinar. 
Tuvo con el rey de Lombardía, Liutprando, trato doble: primero se hizo su amigo para que no se apoderase de Roma y para que le cediera los pueblos de su provincia, luego acogió a los duques de Spoleto y de Benevento, rebeldes, uniéndose a ellos contra su bienhechor. Y como este trató de vengarse, Gregorio reconociendo su debilidad, envió primeros, segundos y terceros embajadores a Carlos Martel, duque de Francia, para que le socorriera contra Liutprando.
Como papa, instituyó la fiesta de Todos los Santos, el 1 de noviembre, que inicialmente, solo se celebraba en Roma.
Fue el último papa no europeo hasta el 13 de marzo de 2013, cuando fue elegido Francisco. 